# 格洛克29手槍
格洛克29（Glock 29）是一款由奧地利槍械製造商格洛克（Glock）公司所設計及生產的手枪，是格洛克20的袖珍型口徑版本，標凖彈匣為10發。

## 設計
格洛克29經歷了三次修改版本，最新的版本稱為第四代格洛克29（英語：4th generation Glock 29）。第四代會在套筒上型號位置加上“Gen4”以玆識別。新推出的格洛克29為了大大提高人機工效，採用了與第四代格洛克17新紋理，握把由粗糙表面改凹陷表面，而握把略為縮小，亦且由過往不能更換改為可以更換握把片（分別是中形和大形，亦可以不裝上握把片直接使用），以調整握把尺寸，更適合不同的手形。亦會有經改進的彈匣設計，以便左右手皆可以直接按下加大化的彈匣卡榫以更換彈匣，亦可以與舊式彈匣共用，但只可以右手按下彈匣卡榫以更換彈匣。

## 衍生型

### 格洛克29SF
格洛克29SF（Glock 29 SF）和格洛克29的主要分別是29SF的扳機距離（從握把背部至扳機）縮短了2.5毫米（0.098英寸）和全長（從握把根部）縮短了4毫米（0.16英寸），讓手掌較小的使用者能夠觸及並且操作扳機；並把原本套筒下前方設有的導軌改為MIL-STD-1913戰術導軌，以安裝各種戰術配件。SF意為短底把（Short Frame）。

### 格洛克30
格洛克30（Glock 30）是格洛克29的.45 ACP口徑版本。

## 資料來源
1. ↑  .   [2009-02-19]. （原始内容存档于2021-04-23）.
2. ↑  .   [2009-02-19]. （原始内容存档于2020-11-01）.

## 外部連結
- （英文）—格洛克公司主頁（页面存档备份，存于）
- （英文）—Military, Security and Civilian Guns and Equipment—Glock 29 （页面存档备份，存于）
- （英文）—The Truth About Guns.com—Show Us Your Favorite Round Contest （页面存档备份，存于）
- （英文）—Guns & Ammo.com—A History of the 10mm Auto
- （英文）—Shooting Times.com—A Smaller, Bigger Hammer: Glock 29 SF Review
- （英文）—Tactical-Life.com—
  - Glocks Galore: The Ultimate Glock Buyer’s Guide （页面存档备份，存于）
  - Perfect 10s: 5 Pistols From Glock’s 10mm Family （页面存档备份，存于）
- （简体中文）—D Boy Gun World（GLOCK 29） （页面存档备份，存于）